# Ganso-grande-de-testa-branca

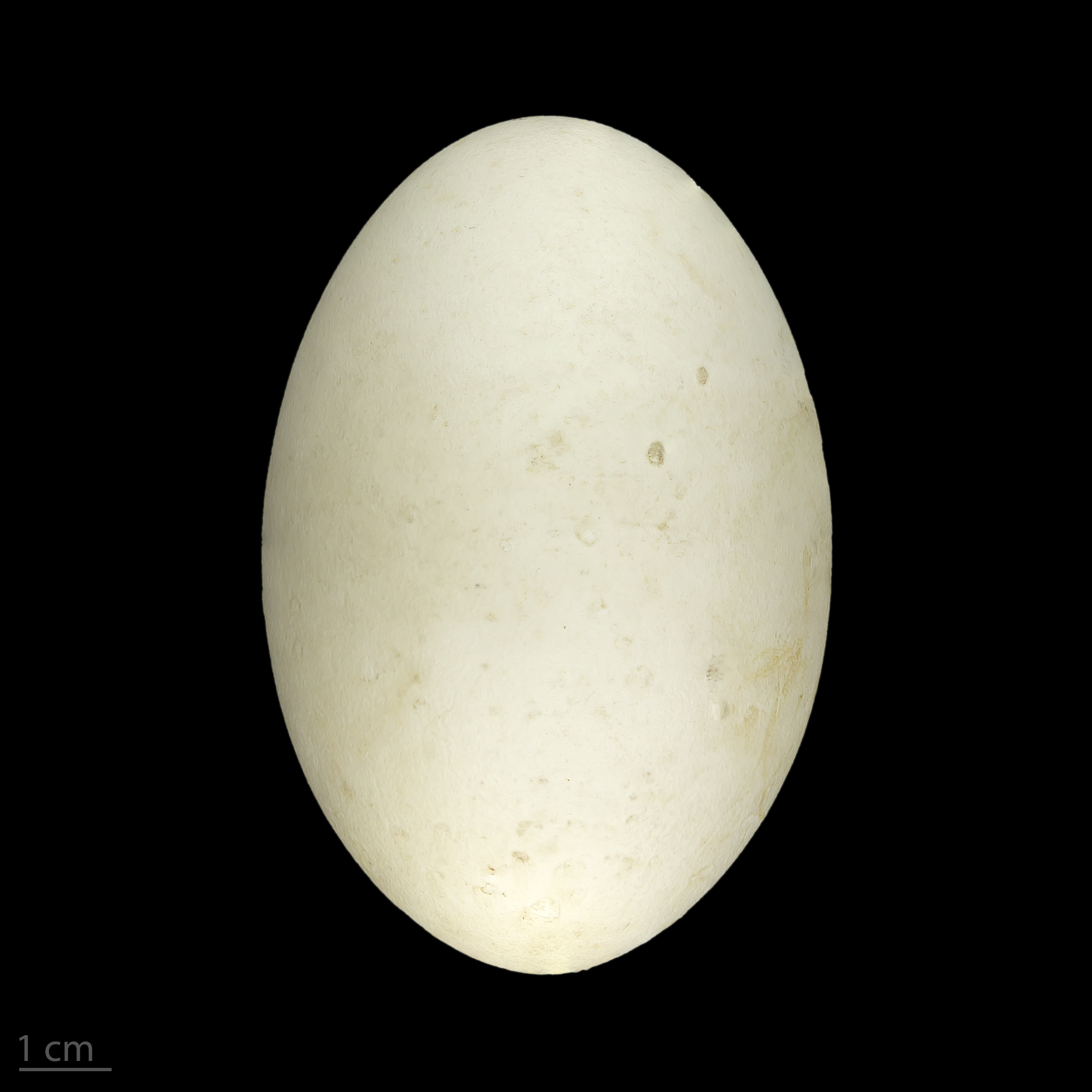
Anser albifrons - MHNT

O ganso-grande-de-testa-branca, ganso-grande-de-fronte-branca  ou ganso-de-testa-branca (Anser albifrons) é uma ave da família Anatidae que pode atingir 64 a 78cm e tem uma envergadura de asa de 130 a 160 cm.  É parecido com o ganso-bravo e maior do que o ganso pequeno, distinguindo-se pelas patas vermelho-alaranjadas e pela testa branca. As suas zonas de nidificação situam-se para norte do Círculo Polar Árctico, particularmente no norte da Rússia, em Nova Zembla, no Canadá e no Alasca. A sua área de invernada na Europa estende-se desde a Noruega e as Ilhas Britânicas até aos Balcãs, passando pelos Países Baixos e pela Hungria.Na Península Ibérica este ganso é muito raro, sendo ocasionalmente avistado na companhia de bandos de ganso-bravo.

## Taxonomia
É um ganso de dimensão média, compacto e com pescoço relativamente curto. Os adultos têm uma marca branca proeminente em redor da base do bico  e marcas pretas transversais no abdómen. Não tem anel orbital amarelo  e proeminente (embora alguns apresentem um anel estreito indistinto). Os juvenis não apresentam marca branca na base do bico nem marcas escuras no abdómen, mas apresentam unhas escuras e um bico rosado pouco vivo. 

## Voz
Os chamamentos são mais agudos do que o ganso-campestre e o ganso-bravo, tendo um som melódico ou do tipo gargalhada, sendo menos nasalados e rudes. O chamamento mais comum consiste num ikyu-yuî, dissilábico, por vezes trissilábico. Às vezes são mais profundos.